# Günter Spruch
Günter Spruch (* 26. April 1908 in Beuthen; † 6. September 1985 in Bad Harzburg) war ein deutscher Politiker (SPD). Er war Bezirksbürgermeister von Berlin-Charlottenburg.

## Leben
Spruch besuchte die Höhere Oberrealschule und studierte anschließend Jura und Volkswirtschaft an den Universitäten Breslau und Genf. Spruch war Mitglied der Sozialistischen Arbeiter-Jugend und trat 1926 der Sozialdemokratischen Partei Deutschlands (SPD) bei. Zwischen 1928 und 1933 war er aktives Mitglied der Sozialistischen Studentenschaft und der Jungsozialisten in Breslau. 1931 wechselte er zur Sozialistischen Arbeiterpartei Deutschlands (SAP). Im Oktober 1933 legte er die erste juristische Staatsprüfung ab und war anschließend Gerichtsreferendar.
Nach der „Machtergreifung“ der Nationalsozialisten 1933 beteiligte sich Spruch am Widerstandskampf der SAP. Am 22. April 1935 wurde er verhaftet und, da man ihm nichts nachweisen konnte, in einem Prozess gegen Mitglieder der SAP zu nur sechs Monaten Gefängnis verurteilt. Zwischen 1940 und 1945 musste Spruch als Soldat Kriegsdienst leisten. 
Nach Kriegsende wurde er 1945 wieder Mitglied der SPD. Ab Mai 1946 war er juristischer Dezernent bei der Berliner Reichsbahn. 1948 gehörte er zu den Mitbegründern der Unabhängigen Gewerkschaftsopposition. Nach der Teilnahme an einem Eisenbahnerstreik gegen die Leitung der Reichsbahn wurde er 1949 entlassen. Anschließend war er Justitiar beim Senat von Berlin. 1953 wurde er zum Oberregierungsrat ernannt.
Von 1959 bis 1961 war er Vorsitzender der SPD-Unterbezirkes Charlottenburg und Mitglied des Landesausschusses der SPD. Von 1964 bis 1971 wirkte er als Bürgermeister des Berliner Bezirks Charlottenburg. Von 1970 bis 1975 war er Vorsitzender der Arbeitsgemeinschaft verfolgter Sozialdemokraten Berlin.

### Ehrungen
Im Lily-Braun-Saal des Rathauses Charlottenburg hängt unter den Bürgermeisterporträts auch ein Porträt Spruchs von Horst Strempel.